# 포르토스쿠소
포르토스쿠소(Portoscuso, 사르데냐어로 포르테스쿠시, Portescusi)는 이탈리아의 사르데냐 주 수드사르데냐도에 있는 코무네로, 칼리아리에서 서쪽으로 약 75 킬로미터 (47 mi), 카르보니아에서 북서쪽으로 약 14 킬로미터 (9 mi) 떨어진 곳에 위치한다. 이곳에서 사용되는 언어는 이탈리아어와 사르데냐 캄피다노 방언이다.
포르토스쿠소는 다음 코무네와 접해 있다: 카르보니아, 곤네사, 산조반니수에르주.

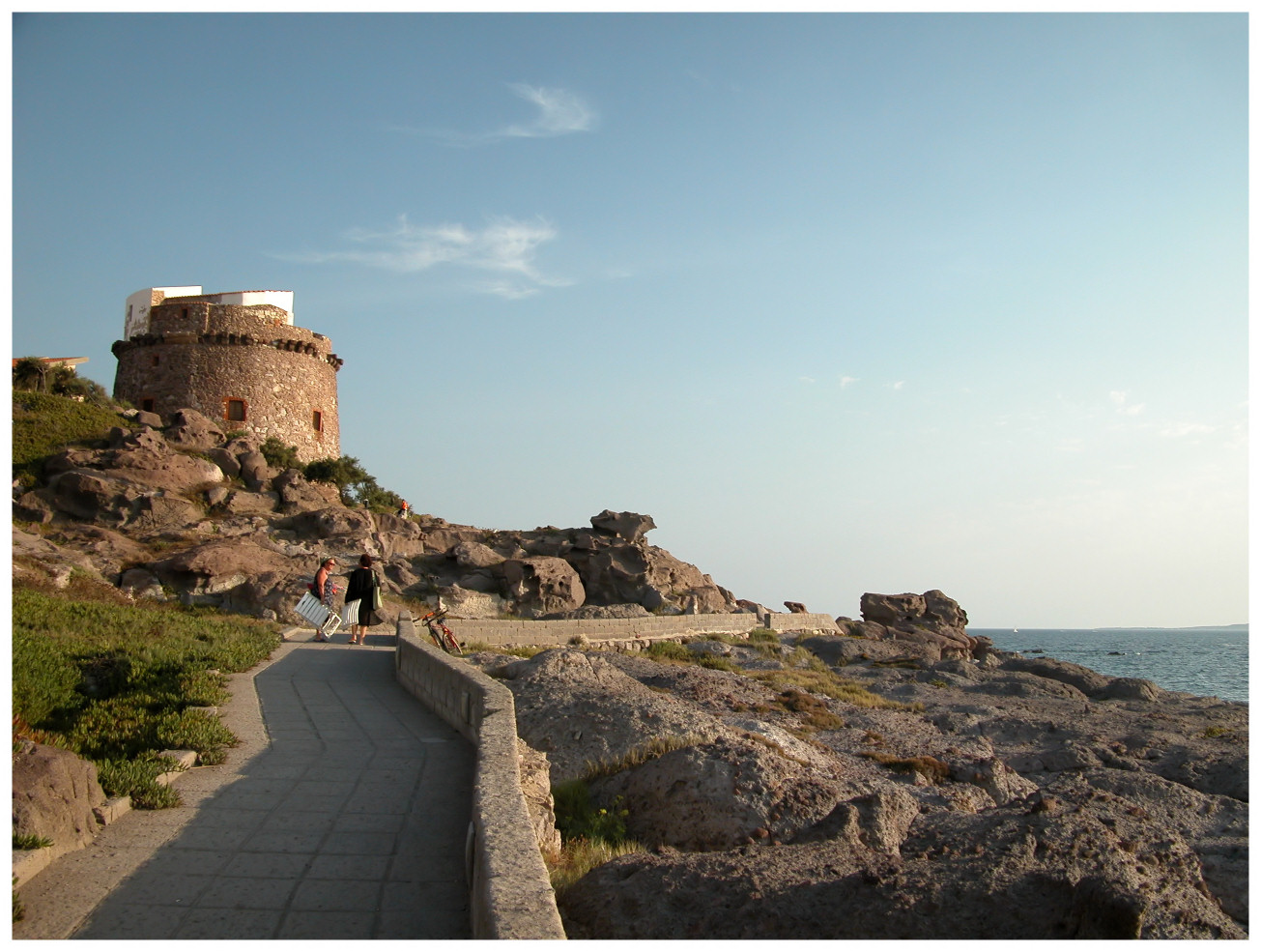
토레 스파뇰라 (스페인 탑)

## 역사
이 지역에 인간이 존재한 시기는 신석기 시대로 거슬러 올라간다. 청동기 시대 유적지로는 여러 누라게 (예: 바쿠 올라스따) 유적과 푼타 니에다의 바위 쉼터가 있는데, 1940년대에 이곳에서 6명의 유골과 본나나로 문화의 다양한 유물이 발굴되었다.
이 지역은 이후 페니키아인들이 자주 방문했으며, 이어서 포에니인과 로마인들이 지나간 흔적이 남아 있다. 특히 산 조르조와 피치누 모르투 지역의 묘지와 같은 장례 관련 유적이 특기할 만하다.
중세에 이 지역은 술치스 지역의 나머지 지역과 마찬가지로 1258년까지 칼리아리 주디카토의 일부였으며, 이후 델라 게라르데스카 영토의 일부가 되었고, 1324년부터는 아라곤 연합왕국을 구성하는 왕국 중 하나인 사르데냐 왕국의 일부가 되었다.
이 마을은 17세기에 다랑어와 산호 어부들이 거주하던 작은 마을에서 유래했다. 그 이름은 카탈루냐어 푸에르토 에스코스 (숨겨진 항구)에서 따왔다. 사보이아가의 통치 기간인 1853년에 코무네가 되었다.

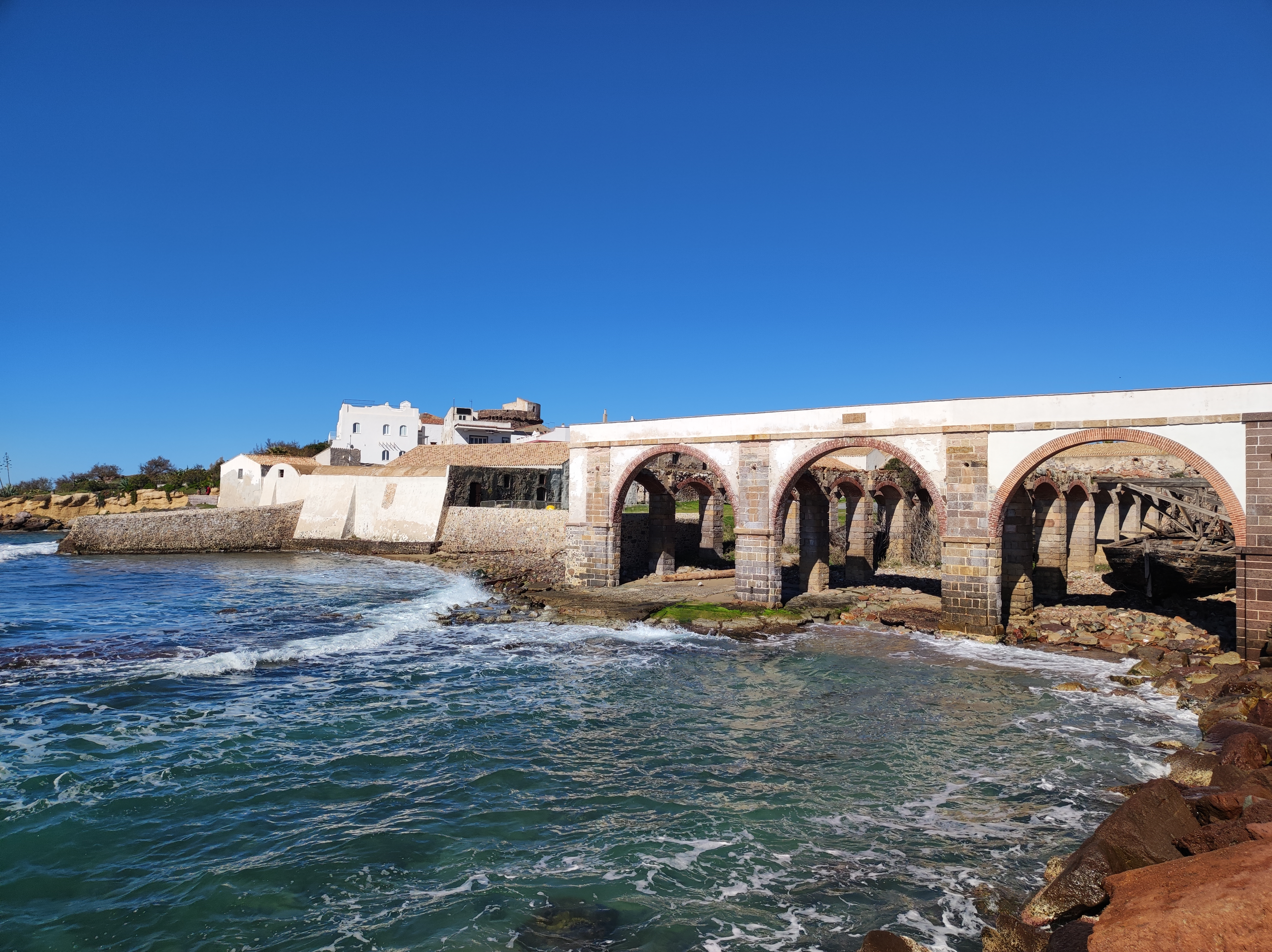
수 프라누

주요 명소로는 스페인 탑 (16세기), 마돈나 디트리아 교회 (17세기), 수 프라누로 알려진 무기고 (17세기)가 있다.
이 마을은 유명한 수산업 다랑어 어획에 대해 매우 자랑스러워하며, 원래 건물을 복원하고 있다.

## 인구
리소르지멘토가 일어난 해인 1861년에 포르토스쿠소의 인구는 502명이었다.
제2차 세계 대전 이후, 1960년대와 1970년대에 포르토베스메의 산업 단지가 개발되었다. 1951년에서 1961년 사이에 인구는 42.6% 증가했으며, 1961년에서 1971년 사이에는 32.8% 증가하여 1990년대까지 인구 증가는 계속되어 1991년에는 거의 6000명에 달했다.
2023년 기준으로 인구의 1.3% (65명)가 외국인이었으며, 가장 큰 집단은 모로코인, 중국인, 그리고 루마니아인이었다.

## 경제
포르토스쿠소에는 사르데냐에서 가장 큰 발전소인 술치스 발전소가 있으며, 그 굴뚝은 사르데냐에서 가장 높은 인공 구조물이다.
2023년 기준으로 포르토스쿠소는 수드사르데냐도에서 19,600유로로 1인당 소득이 가장 높은 지자체이다.

## 갤러리

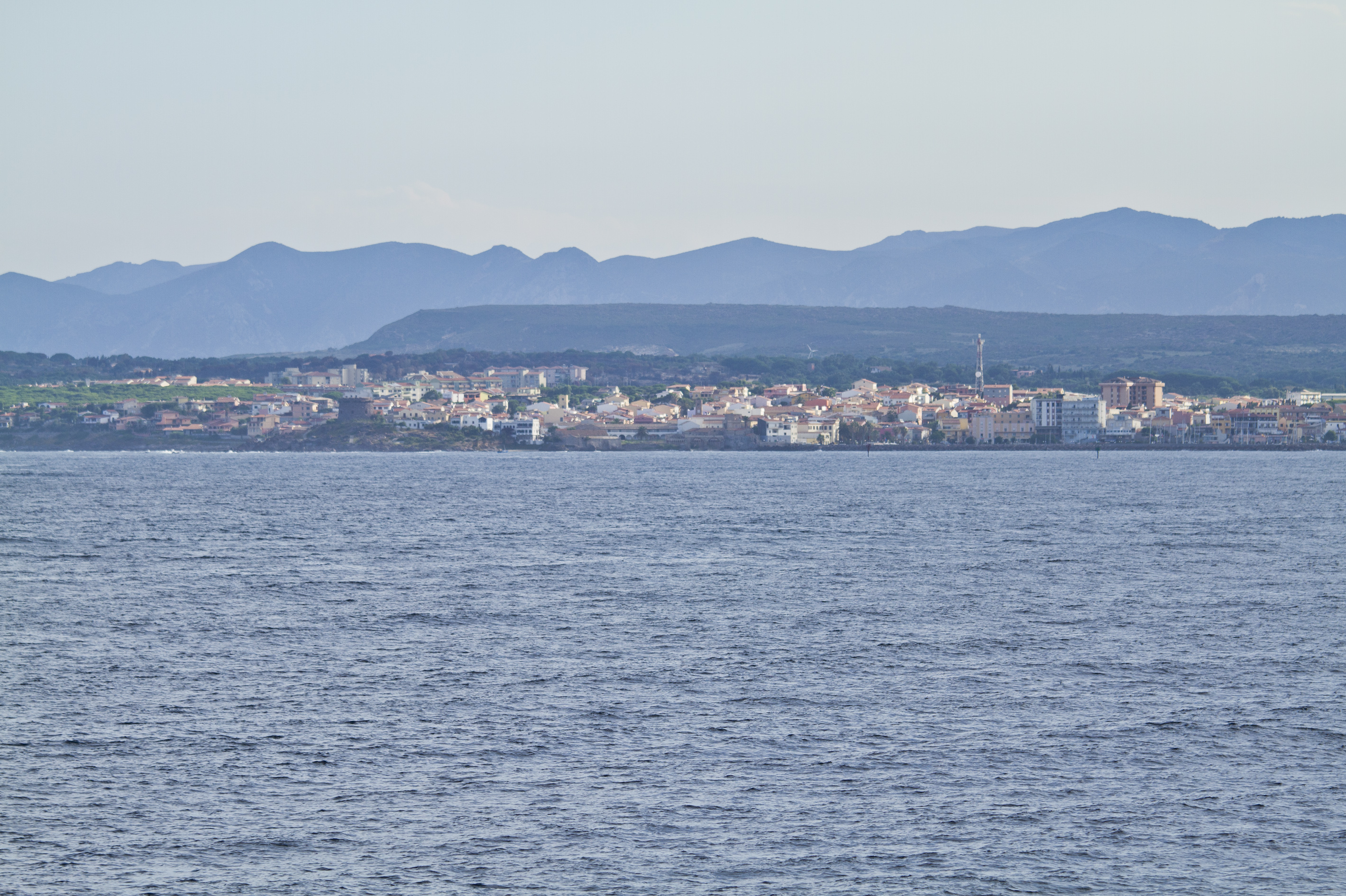
바다에서 본 풍경
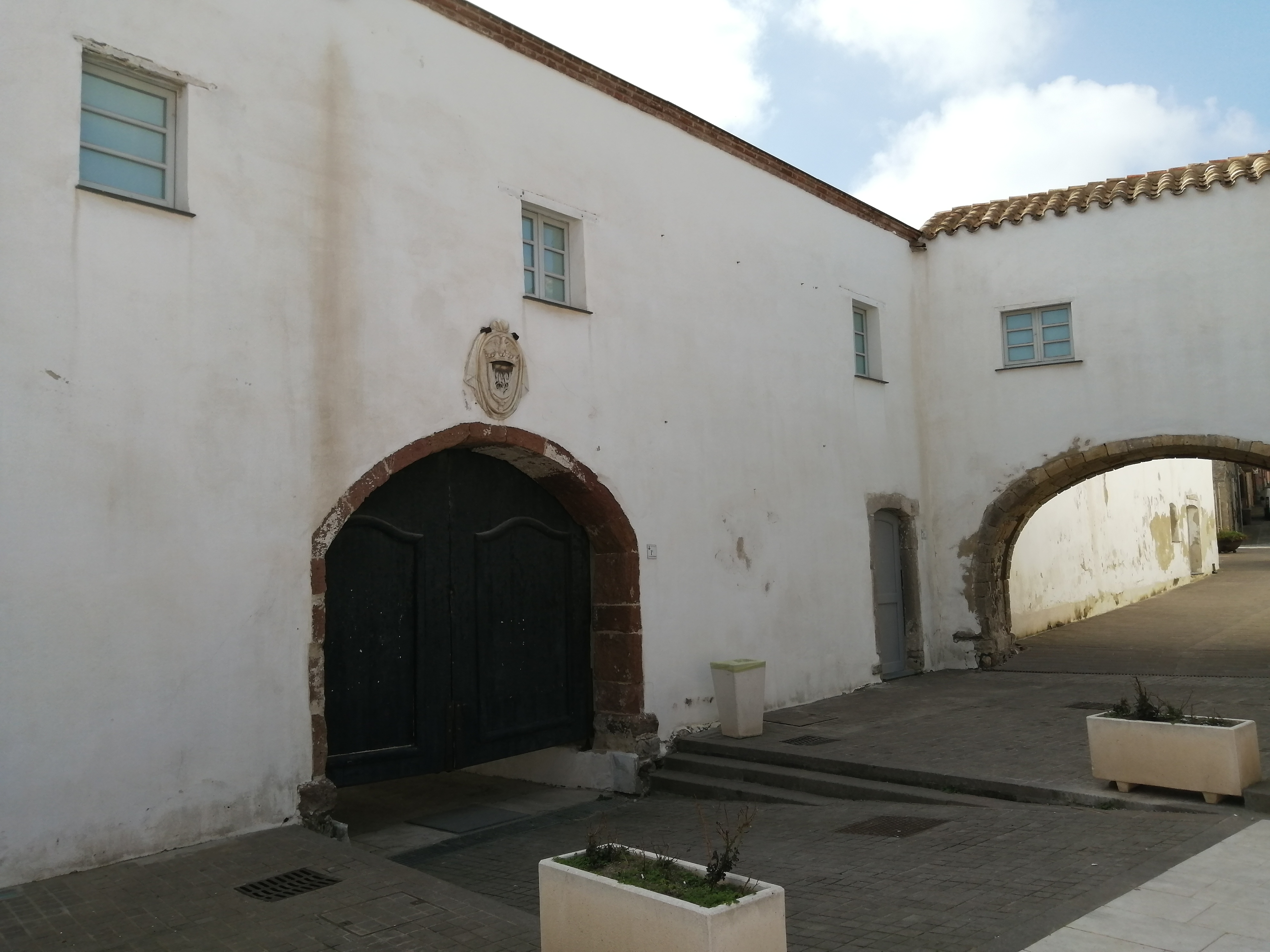
수 프라누 다랑어 어장
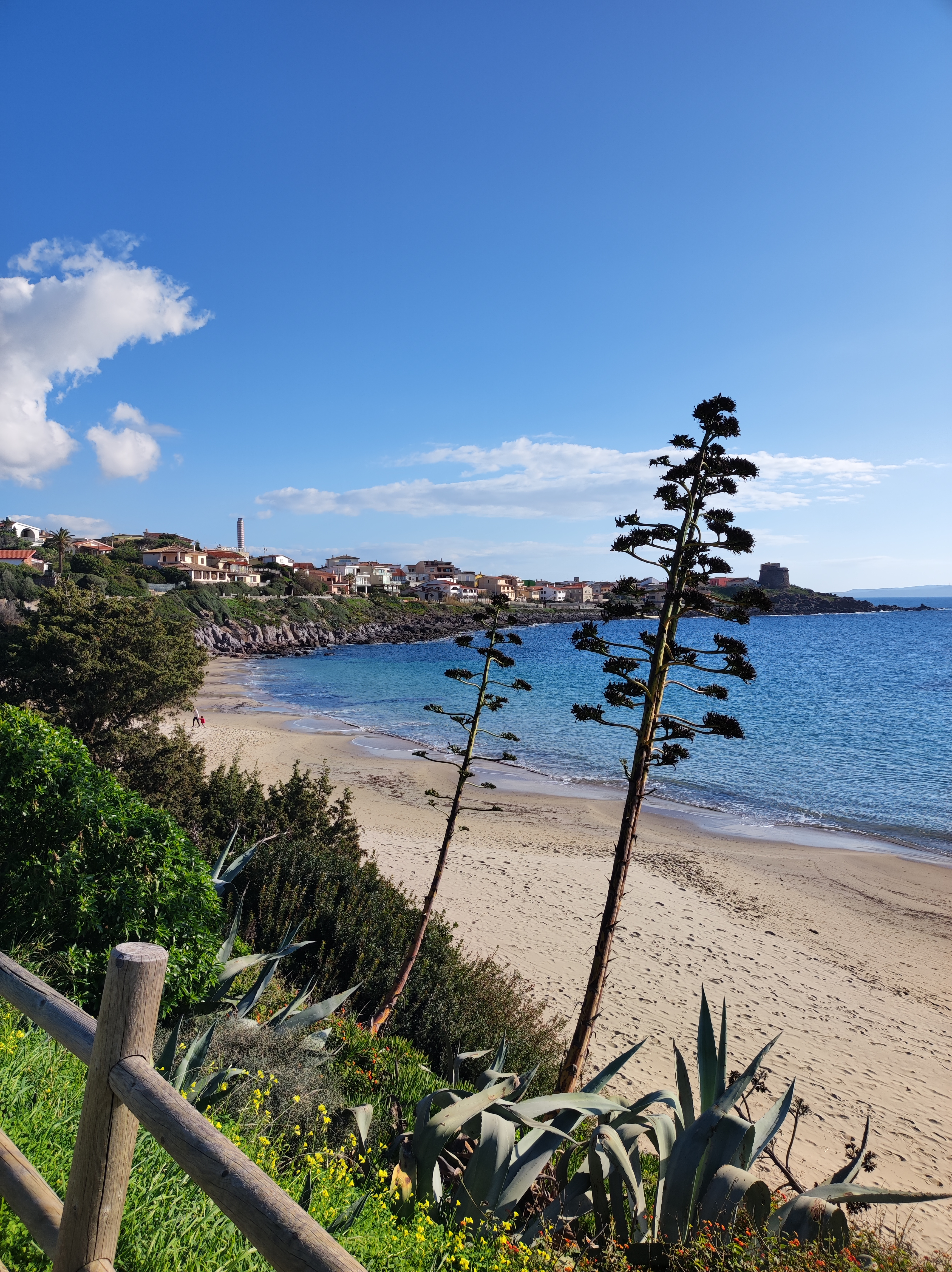
포르토팔리에토
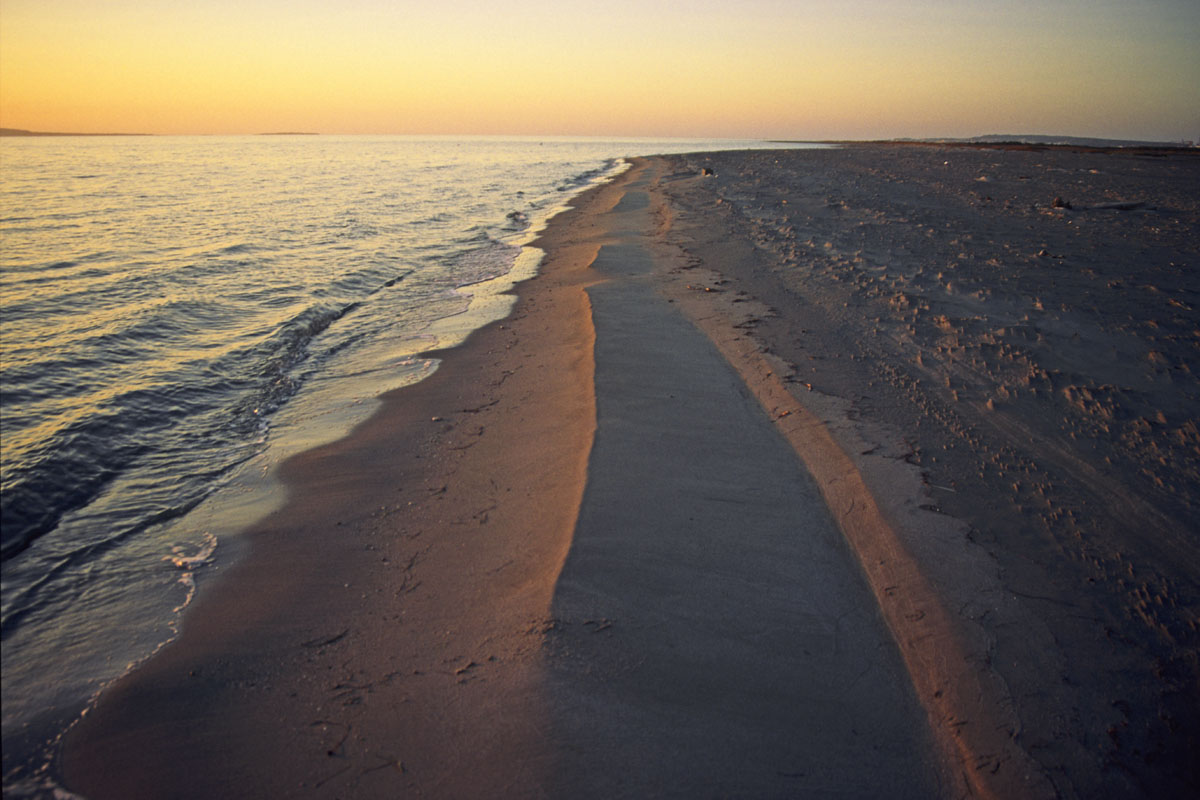
푼타 살리가
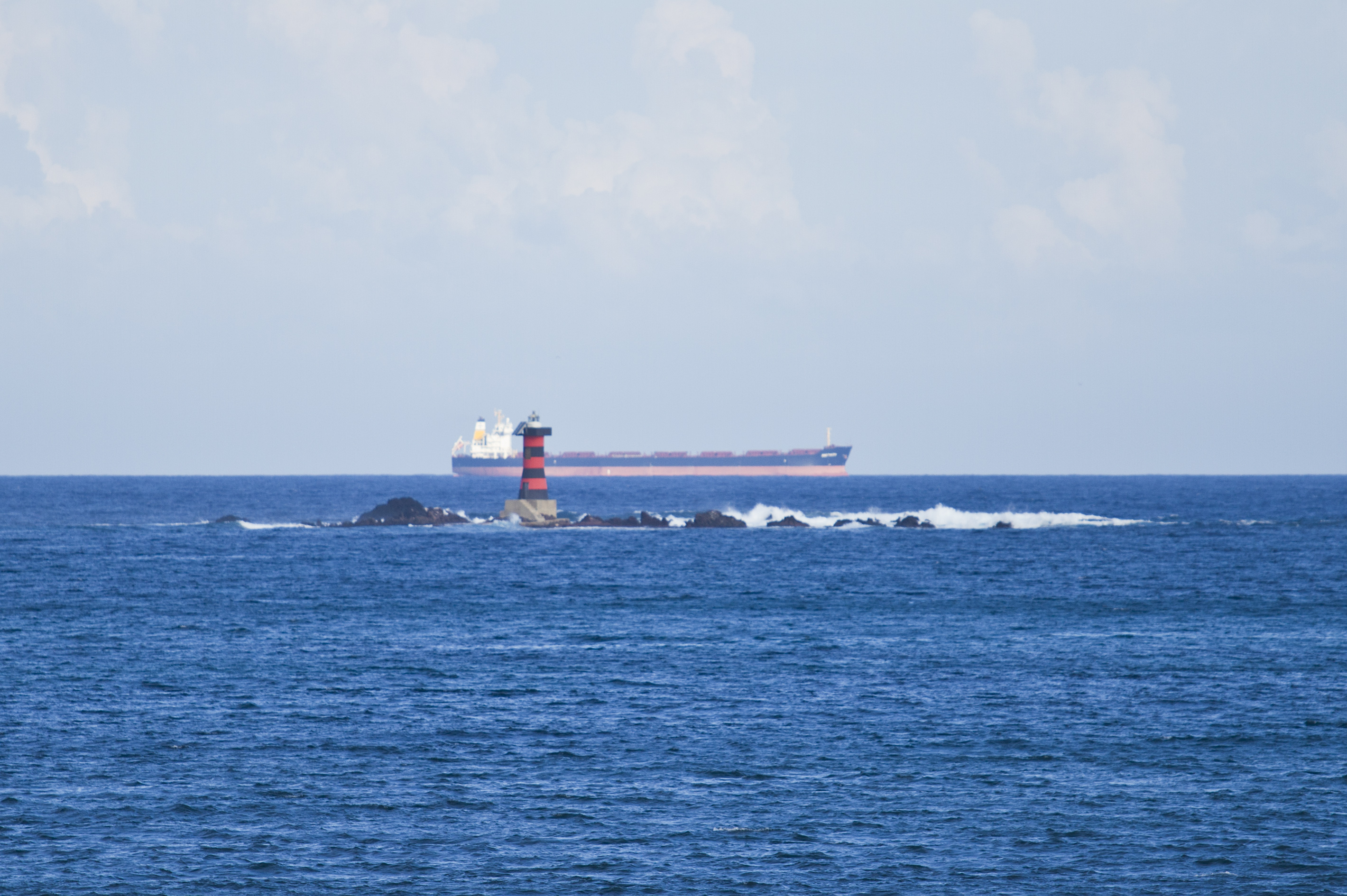
등대
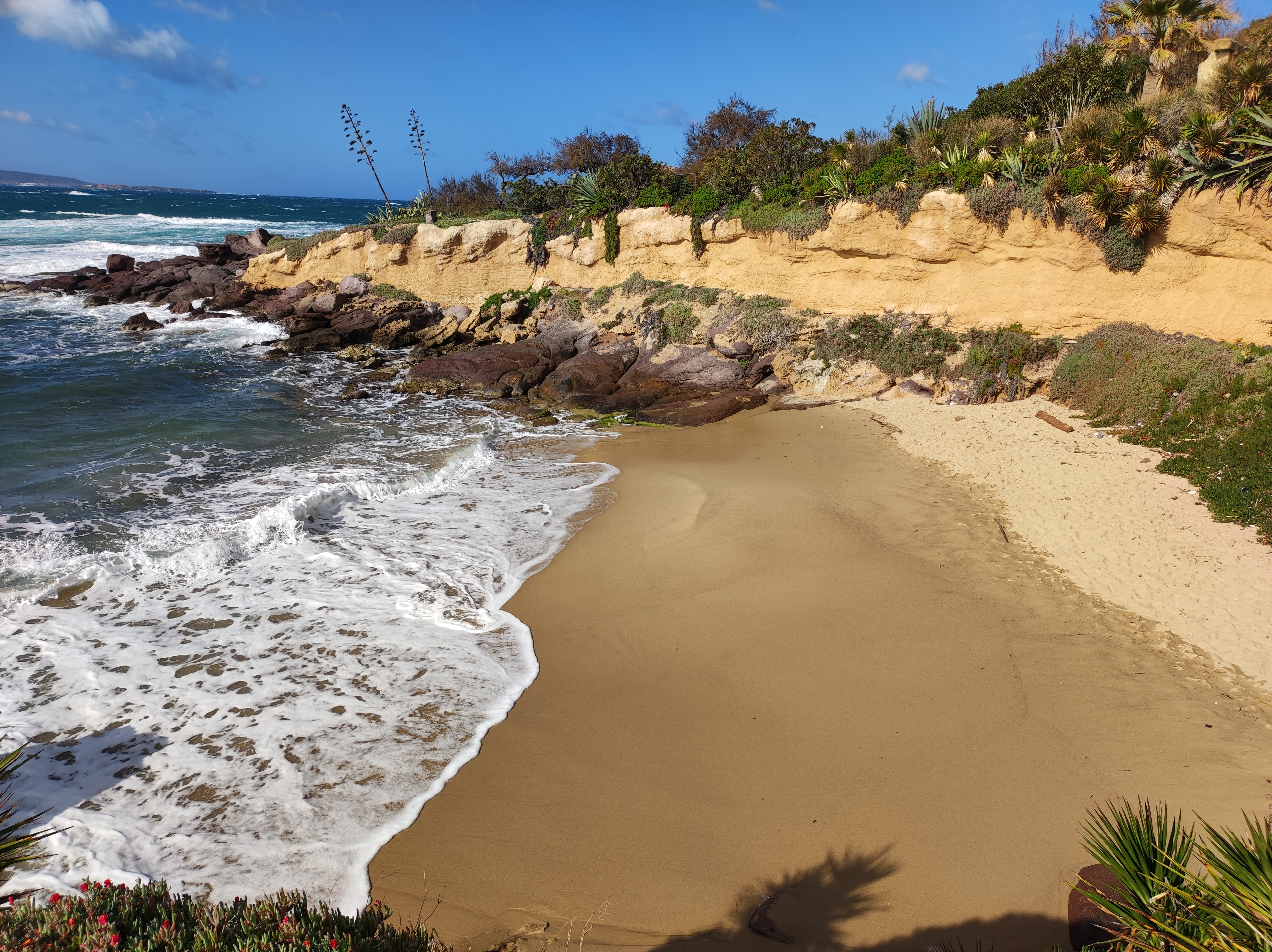
사 칼레타
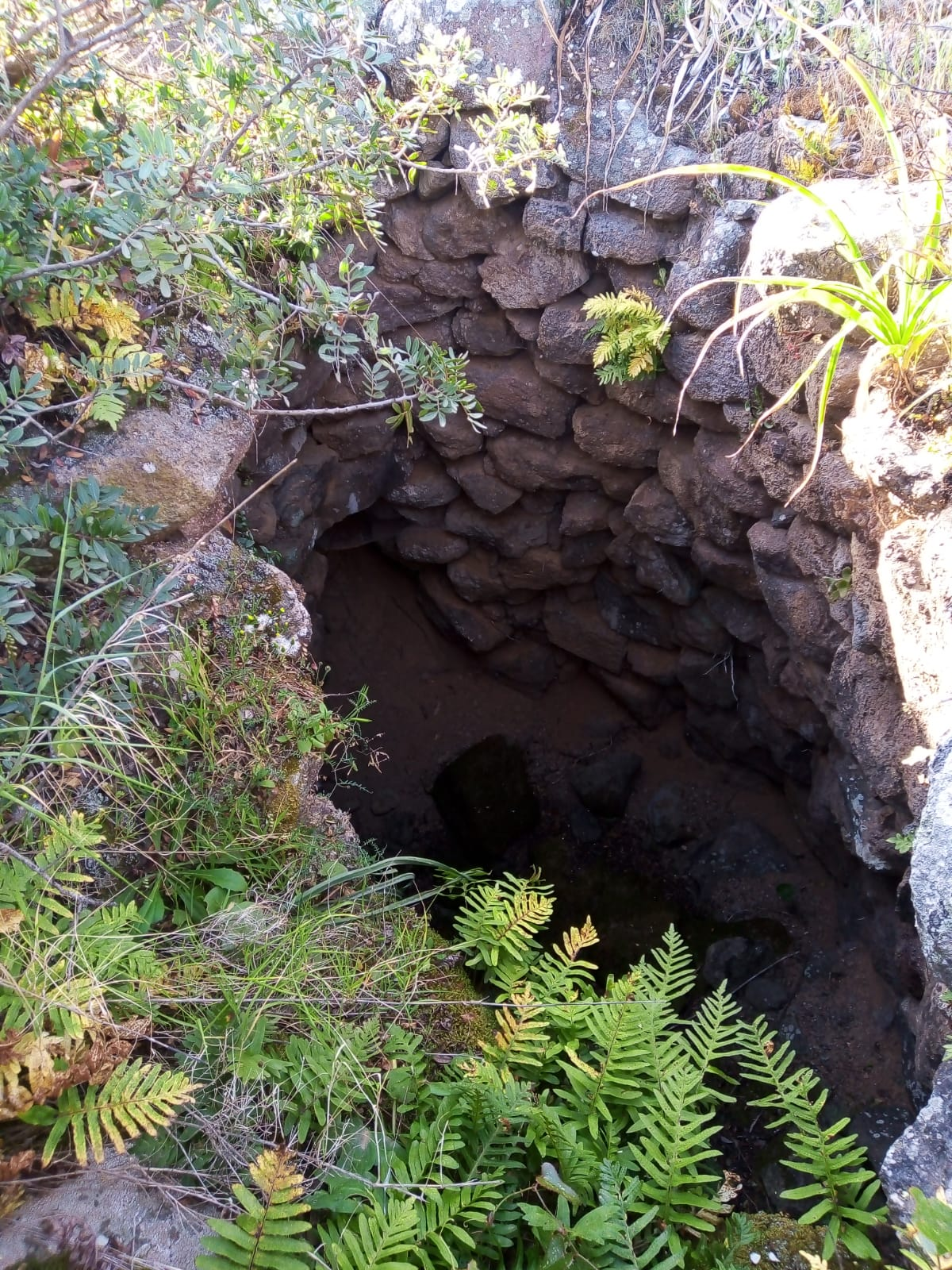
누라게 길로타 II
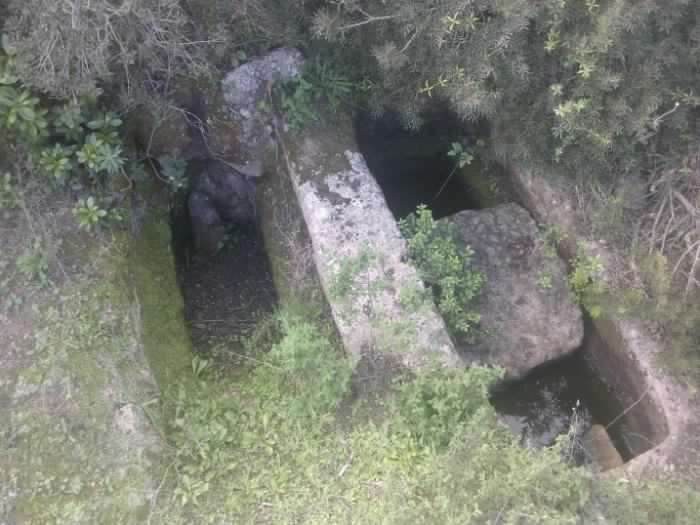
푼타 마이오르키나 근처 로마 무덤

## 같이 보기
- 포르토스쿠소 풍력 발전소